# Dwight Gooden

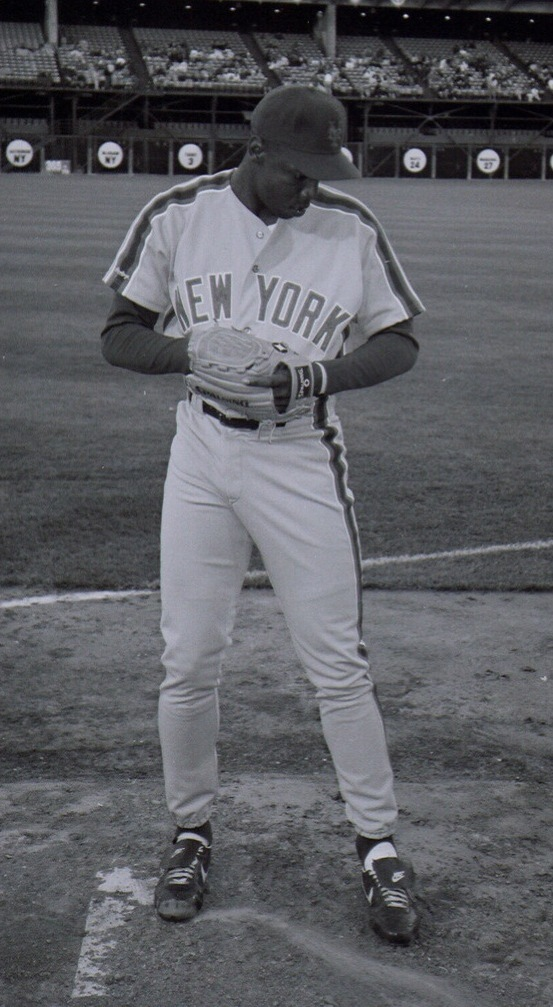

Dwight Gooden (16 de novembro de 1964) é um ex-jogador profissional de beisebol norte-americano.

## Carreira
Dwight Gooden foi campeão da World Series 2000 jogando pelo New York Yankees. Na série de partidas decisiva, sua equipe venceu o New York Mets por 4 jogos a 1.